# 瓦诺莎·卡塔内
瓦诺莎·德·卡塔内（義大利語：Vannozza dei Cattanei，1442年7月13日－1518年11月24日），本名喬凡娜（Giovanna），瓦諾莎是她的小名，她是一個義大利貴族女性，她之所以有名是因為她成為了樞機主教羅德里哥·波吉亞的情婦，也就是後來的教宗亞歷山大六世，而她也是亞歷山大六世與眾多情婦中，維持時間最久的。

## 生平
瓦诺莎·德·卡塔内於1442年生於曼托瓦的一個貴族家庭中，她在十幾歲時遇見了時任樞機的羅德里哥·波吉亞，並成為他的情婦，當時教士有情婦這件事雖屢見不鮮，但為了避嫌，波吉亞樞機支付了一大筆錢，安排了一位律師多明尼科·阿利尼亞諾（Domenico d'Arignano）娶瓦諾莎為妻，在阿利尼亞諾死後也幫她安排了第二及第三任丈夫，瓦諾莎個性隨和柔順，一心只想取悅波吉亞樞機。除了是教宗的情婦外，瓦諾莎也很熱衷經營副業：房地產交易和經營當鋪仲介生意，除此之外，她也是博爾戈及鮮花廣場一些旅館女主人，透過這些商業行為，瓦諾莎累積了不少財富，她與羅德里哥的肉體關係約於1483年結束，羅德里哥也將他的孩子們送至他的表妹阿德里亞娜·德·米拉（Adriana de Mila，也是茱莉婭·法爾內塞未來的婆婆）家裡照顧，原因不明，但可能與瓦諾莎及其丈夫有行夫妻之實，導致羅德里哥不滿有關，但羅德里哥仍允許瓦諾莎前去探視她的孩子們，也持續提供金援。
與亞歷山大六世及其聲名狼藉的子女不同，瓦諾莎在晚年積極的從事慈善工作，並得到世人的尊敬與愛戴，她於1518年去世，享壽76歲，葬禮在人民聖母聖殿舉行，她受到了極高的讚譽，葬禮的等級如同一位樞機主教，連教宗都有派大臣參加，以當時來說仍是個極罕見的待遇。根據她的遺囑，她將為數可觀的財富全部捐給了拉特朗聖若望大殿。

## 家庭
瓦諾莎總共有4任丈夫，第一任是多梅尼科·阿利尼亞諾（Domenico d'Arignano），第二任是安東尼奧·達·布雷西亞（Antonio da Brescia），第三任是喬吉奧·德拉·克羅切（Giorgio della Croce），最後一任丈夫是卡羅·卡納雷（Carlo Canale）。
瓦诺莎為亞歷山大六世生了4個為人所知的孩子，分別是：
- 喬凡尼·波吉亞（1476？－1497），第二代甘迪亞公爵。
- 切薩雷·波吉亞（1475？－1507），瓦倫提諾公爵，原為樞機，後辭職成為一位將軍。
- 魯克蕾齊亞·波吉亞（1480－1519），費拉拉公爵夫人。
- 喬佛里·波吉亞（1482－1518），斯奎拉切親王，娶了那不勒斯的阿方索二世之女阿拉貢的珊莎。[3]

在亞歷山大六世被選為教宗之前，他對瓦諾莎的熱情就有所減弱了，而她隨後也過著富足的隱居生活。然而，與對瓦諾莎日漸失去熱情相比，亞歷山大六世對於與瓦諾莎所生的孩子們的愛卻沒有隨之消去，反而日益增強，這表現在日後他的孩子們的成就，也證明了他並沒有白費心思在他的孩子身上。
除了為教宗生了四名子女外，尚有一子奧塔維亞諾（Ottaviano），但無法確定是與克羅切或是卡納雷所生。

## 相關來源
- R. Gervaso Borgiowie, Katowice 2007
- Cloulas, Ivan. . 1989.
- Spinosa, Antonio. . Mondadori. 1999.
- Los Borgia, Juan Antonio Cebrián, Temas de Hoy, 2006. ISBN 84-8460-596-5